# سارة بسباس

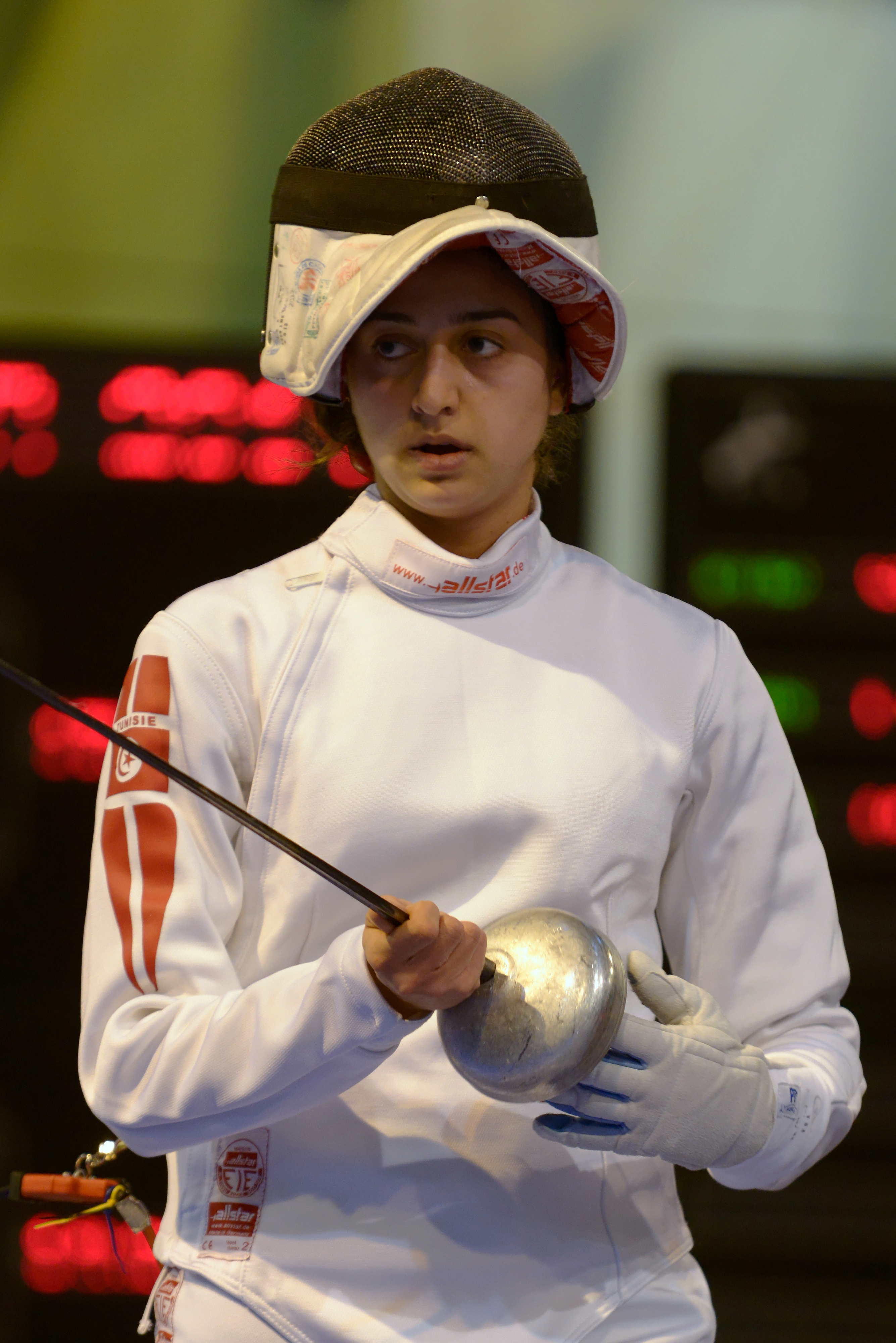
سارة بسباس في 2014.

سارة بسباس هي مبارزة سيف الشيش تونسية متخصصة في فردي سيف المبارزة وسيف الشيش. ولدت في 5 فبراير 1989 في أبوظبي (الإمارات العربية المتحدة)، وهي أخت المبارزات هالة وعزة وريم بسباس وكذلك المبارز أحمد عزيز بسباس.

تحصلت على ميدالية برونزية في بطولة العالم للمبارزة، وميدالية ذهبية في كأس العالم للمبارزة، و11 ميدالية ذهبية و3 فضية و2 برونزية في بطولة أفريقيا للمبارزة، وكذلك 8 ذهبية و4 فضية في بطولة تونس للمبارزة.

## الميداليات

### سيف المبارزة
- بطولة العالم للمبارزة:
  -  ميدالية برونزية في فردي سيف المبارزة للسيدات في بطولة العالم للمبارزة 2015 (موسكو).
- كأس العالم للمبارزة:
  -  ميدالية ذهبية في فردي سيف المبارزة للسيدات في كأس العالم للمبارزة 2015 (بوينس آيرس).
- ألعاب عموم أفريقيا:
  -  ميدالية ذهبية في فردي سيف المبارزة للسيدات في ألعاب عموم أفريقيا 2015 (برازافيل).
  -  ميدالية برونزية في فردي سيف المبارزة للسيدات في ألعاب عموم أفريقيا 2007 (الجزائر العاصمة).
  -  ميدالية ذهبية في سيف المبارزة للفرق للسيدات في ألعاب عموم أفريقيا 2007 (الجزائر العاصمة).
- دورة الألعاب العربية:
  -  ميدالية ذهبية في فردي سيف المبارزة للسيدات في دورة الألعاب العربية 2011 (الدوحة).
  -  ميدالية ذهبية في سيف المبارزة للفرق للسيدات في دورة الألعاب العربية 2011 (الدوحة).
  -  ميدالية برونزية في فردي سيف المبارزة للسيدات في دورة الألعاب العربية 2007 (القاهرة).
  -  ميدالية ذهبية في سيف المبارزة للفرق للسيدات في دورة الألعاب العربية 2007 (القاهرة).
- ألعاب البحر الأبيض المتوسط:
  -  ميدالية فضية في فردي سيف المبارزة للسيدات في ألعاب البحر الأبيض المتوسط 2009 (بسكارا).
- بطولة أفريقيا للمبارزة:
  -  ميدالية ذهبية في فردي سيف المبارزة للسيدات في بطولة أفريقيا للمبارزة 2011 (القاهرة).
  -  ميدالية ذهبية في سيف المبارزة للفرق للسيدات في بطولة أفريقيا للمبارزة 2011 (القاهرة).
  -  ميدالية ذهبية في فردي سيف المبارزة للسيدات في بطولة أفريقيا للمبارزة 2010 (تونس العاصمة).
  -  ميدالية ذهبية في سيف المبارزة للفرق للسيدات في بطولة أفريقيا للمبارزة 2010 (تونس العاصمة).
  -  ميدالية ذهبية في فردي سيف المبارزة للسيدات في بطولة أفريقيا للمبارزة 2009 (داكار).
  -  ميدالية ذهبية في سيف المبارزة للفرق للسيدات في بطولة أفريقيا للمبارزة 2009 (داكار).
  -  ميدالية برونزية في فردي سيف المبارزة للسيدات في بطولة أفريقيا للمبارزة 2008 (الدار البيضاء).
  -  ميدالية ذهبية في سيف المبارزة للفرق للسيدات في بطولة أفريقيا للمبارزة 2008 (الدار البيضاء).
  -  ميدالية برونزية في فردي سيف المبارزة للسيدات في بطولة أفريقيا للمبارزة 2006 (الدار البيضاء).
  -  ميدالية ذهبية في سيف المبارزة للفرق للسيدات في بطولة أفريقيا للمبارزة 2006 (الدار البيضاء).
- البطولة العربية للمبارزة:
  -  ميدالية برونزية في فردي سيف المبارزة للسيدات في البطولة العربية للمبارزة 2006 (القاهرة).
  -  ميدالية ذهبية في سيف المبارزة للفرق للسيدات في البطولة العربية للمبارزة 2006 (القاهرة).
- بطولة فرنسا للمبارزة:
  -  ميدالية فضية في فردي سيف المبارزة للسيدات في بطولة فرنسا للمبارزة 2010 (القسم الثاني) (بولازاك).
- بطولة تونس للمبارزة:
  -  ميدالية فضية في فردي سيف المبارزة للسيدات في بطولة تونس للمبارزة 2008 (تونس العاصمة).
  -  ميدالية ذهبية في سيف المبارزة للفرق للسيدات في بطولة تونس للمبارزة 2008 (تونس العاصمة).
  -  ميدالية ذهبية في فردي سيف المبارزة للسيدات في بطولة تونس للمبارزة 2007 (تونس العاصمة).
  -  ميدالية ذهبية في سيف المبارزة للفرق للسيدات في بطولة تونس للمبارزة 2007 (تونس العاصمة).
  -  ميدالية ذهبية في فردي سيف المبارزة للسيدات في بطولة تونس للمبارزة 2006 (تونس العاصمة).
  -  ميدالية ذهبية في سيف المبارزة للفرق للسيدات في بطولة تونس للمبارزة 2006 (تونس العاصمة).
  -  ميدالية ذهبية في فردي سيف المبارزة للسيدات في بطولة تونس للمبارزة 2005 (تونس العاصمة).
  -  ميدالية ذهبية في سيف المبارزة للفرق للسيدات في بطولة تونس للمبارزة 2005 (تونس العاصمة).

### سيف الشيش
- ألعاب عموم أفريقيا:
  -  ميدالية فضية في فردي سيف الشيش للسيدات في ألعاب عموم أفريقيا 2007 (الجزائر العاصمة).
  -  ميدالية ذهبية في سيف الشيش للفرق للسيدات في ألعاب عموم أفريقيا 2007 (الجزائر العاصمة).
- دورة الألعاب العربية:
  -  ميدالية ذهبية في سيف الشيش للفرق للسيدات في دورة الألعاب العربية 2011 (الدوحة).
  -  ميدالية فضية في فردي سيف الشيش للسيدات في دورة الألعاب العربية 2007 (القاهرة).
  -  ميدالية ذهبية في سيف الشيش للفرق للسيدات في دورة الألعاب العربية 2007 (القاهرة).
- بطولة أفريقيا للمبارزة:
  -  ميدالية فضية في سيف الشيش للفرق للسيدات في بطولة أفريقيا للمبارزة 2010 (تونس العاصمة).
  -  ميدالية ذهبية في سيف الشيش للفرق للسيدات في بطولة أفريقيا للمبارزة 2009 (داكار).
  -  ميدالية فضية في فردي سيف الشيش للسيدات في بطولة أفريقيا للمبارزة 2008 (الدار البيضاء).
  -  ميدالية ذهبية في سيف الشيش للفرق للسيدات في بطولة أفريقيا للمبارزة 2008 (الدار البيضاء).
  -  ميدالية ذهبية في سيف الشيش للفرق للسيدات في بطولة أفريقيا للمبارزة 2006 (الدار البيضاء).
  -  ميدالية فضية في فردي سيف الشيش للسيدات في بطولة أفريقيا للمبارزة 2006 (الدار البيضاء).
- البطولة العربية للمبارزة:
  -  ميدالية فضية في فردي سيف الشيش للسيدات في البطولة العربية للمبارزة 2006 (القاهرة).
  -  ميدالية ذهبية في سيف الشيش للفرق للسيدات في البطولة العربية للمبارزة 2006 (القاهرة).
- بطولة تونس للمبارزة:
  -  ميدالية فضية في فردي سيف الشيش للسيدات في بطولة تونس للمبارزة 2007 (تونس العاصمة).
  -  ميدالية فضية في سيف الشيش للفرق للسيدات في بطولة تونس للمبارزة 2007 (تونس العاصمة).
  -  ميدالية ذهبية في فردي سيف الشيش للسيدات في بطولة تونس للمبارزة 2006 (تونس العاصمة).
  -  ميدالية فضية في سيف الشيش للفرق للسيدات في بطولة تونس للمبارزة 2006 (تونس العاصمة).

## مقالات ذات صلة
- عزة بسباس
- هالة بسباس
- ريم بسباس
- أحمد عزيز بسباس

## روابط خارجية
- سارة بسباس على موقع الاتحاد الدولي للمبارزة (الإنجليزية)
- سارة بسباس على موقع اللجنة الأولمبية الدولية (الإنجليزية)
- سارة بسباس على موقع أوليمبيديا (الإنجليزية)

- صفحة سارة بسباس على موقع الاتحاد الدولي للمبارزة.